# Ochoża-Kolonia
Ochoża-Kolonia – kolonia w Polsce położona w województwie lubelskim, w powiecie chełmskim, w gminie Chełm.
W latach 1975–1998 miejscowość administracyjnie należała do województwa chełmskiego. Miejscowość funkcjonuje jako samodzielny byt osadniczy od 1970 roku.
Kolonia jest sołectwem w gminie Chełm. Według Narodowego Spisu Powszechnego (III 2011 r.) liczyła 209 mieszkańców i była 24. co do wielkości miejscowością gminy Chełm.
Wierni Kościoła rzymskokatolickiego należą do parafii Najświętszej Maryi Panny Królowej Polski w Stawie Lubelskim.